# Рахнівська волость
Рахнівська волость — історична адміністративно-територіальна одиниця Ушицького повіту Подільської губернії з центром у селі Рахнівка.

## Склад волості
Станом на 1885 рік складалася з 12 поселень, 7 сільських громад. Населення — 8 117 осіб (4 047 чоловічої статі та 4 070 — жіночої), 1332 дворових господарства.
|                     | Площа, десятин | У тому числі орної, десятин |
| ------------------- | -------------- | --------------------------- |
| Сільських громад    | 5959           | 4617                        |
| Приватної власності | 9883           | 4582                        |
| Казенної власності  | —              | —                           |
| Іншої власності     | 272            | 236                         |
| Загалом             | 16114          | 9435                        |

Основні поселення волості:
- Рахнівка — колишнє власницьке село за 40 верст від повітового міста, 618 осіб, 109 дворових господарств, православна церква, заїжджий будинок.
- Блищанівка — колишнє власницьке село при річці Гниловодка, 700 осіб, 146 дворових господарств, православна церква, заїжджий будинок.
- Воробіївка — колишнє власницьке село при річці Тернава, 713 осіб, 140 дворових господарств, православна церква, 2 заїжджих будинки.
- Голозубинці — колишнє власницьке село при річці Студениця, 850 осіб, 168 дворових господарств, православна церква, заїжджий будинок, водяний млин.
- Гута-Блищанівська — колишнє власницьке село при річці Тернава, 155 осіб, 39 дворових господарств, 2 водних млини.
- Замлинівка  — колишнє власницьке село при річці Студениця, 280 осіб, 71 дворових господарств.
- Кривчик — містечко при річці Тернава, 914 осіб, 137 дворових господарств, православна церква, заїжджий будинок, водяний млин.
- Ксаверівка — колишнє власницьке село, 78 осіб, 22 дворових господарств.
- Михайлівка — колишнє власницьке село при річці Гниловодка, 680 осіб, 135 дворових господарств, православна церква, заїжджий будинок, винокурня.
- Рачинці — колишнє власницьке село при річці Студениця, 399 осіб, 79 дворових господарств, водний млин.
- Супрунківці — колишнє власницьке село при річці Гниловодка, 771 осіб, 146 дворових господарств, православна церква, костел, 3 заїжджих будинки.
- Теклівка  — колишнє власницьке село при річці Тернава, 90 осіб, 18 дворових господарств.
- Чаньків — колишнє власницьке село, 1015 особи, 185 дворових господарств, православна церква, 2 заїжджих будинки.

## Ліквідація волості
Друга сесія ВУЦВК VII скликання, яка відбувалася 12 квітня 1923 р., своєю постановою «Про новий адміністративно-територіальний поділ України» скасувала волості і повіти, замінивши їх районами. Територія Рахнівської волості ввійшла до складу Дунаєвецького району (за винятком сіл Супрунківці та Теклівка, котрі ввійшли до складу Довжоцького району, а пізніше до Кам'янець-Подільського району).